# Depolimeryzacja
Depolimeryzacja – reakcja chemiczna rozpadu polimeru (związku wielkocząsteczkowego) na monomery, zachodząca tak samo jak reakcja polimeryzacji, tyle że w przeciwną stronę. 
Depolimeryzacją nazywa się proces, w którym głównym produktem są wyjściowe monomery. Jeśli proces rozkładu polimeru przebiega z wytworzeniem innych produktów nazywa się go degradacją. Przykładem degradacji, (a nie depolimeryzacji) jest np. rozkład usieciowanej żywicy fenolowo-formaldehydowej (bakelit), która pod wpływem wysokiej temperatury rozkłada się na mieszaninę wielu związków.
Wiele procesów polimeryzacji zachodzi w warunkach bliskich równowagi, towarzyszy im więc znaczny udział depolimeryzacji. Zmieniając warunki termodynamiczne procesu (temperatura, ciśnienie, stężenie reagentów) można zmieniać udział reakcji polimeryzacji do depolimeryzacji. Niemal dla każdego procesu polimeryzacji istnieje tzw. temperatura sufitowa i ciśnienie sufitowe. Są to takie warunki w których proces depolimeryzacji zaczyna przeważać na polimeryzacją.
Depolimeryzacja gotowych polimerów może zachodzić pod wpływem temperatury, światła lub czynników chemicznych. Jest ona zazwyczaj zjawiskiem niekorzystnym. 
- W przypadku przemysłowej syntezy polimerów, niekontrolowana depolimeryzacja prowadzi do zmniejszenia wydajności procesu, zmniejszenia masy cząsteczkowej i zwiększenia polidyspersji produktów.
- W przypadku przetwórstwa polimerów, niekontrolowana depolimeryzacja prowadzi często do eksplozji aparatury (np: wtryskarek), stąd przetwórstwo tworzyw musi być zawsze prowadzone poniżej warunków sufitowych dla danego polimeru.
- Depolimeryzacja zachodzi też powolnie w czasie użytkowania gotowych produktów z niektórych tworzyw sztucznych pod wpływem ciepła i światła, co wymaga dodawania do nich związków chemicznych spowalniających ten proces, tzw. inhibitorów.

Proces depolimeryzacji stosuje się czasem przy recyklingu tworzyw. Zaletą tego sposobu recyklingu jest możliwość odzyskiwania monomerów, które można ponownie użyć do syntezy. Recykling przez depolimeryzację wymaga jednak dokładnego sortowania tworzyw na rodzaje oraz dokładnego mycia i suszenia posortowanych śmieci plastikowych. 
Przykładem termicznej depolimeryzacji stosowanej przy recyklingu jest rozkład poli(metakrylanu metylu) (tzw. szkło organiczne, plexiglass), w wyniku którego otrzymuje się metakrylan metylu. Dość gwałtowny rozkład następuje w temperaturze około 300 °C, w której monomer jest lotny i opuszcza środowisko reakcji. Po skropleniu i przedestylowaniu uzyskuje się czysty metakrylan metylu, który jest substratem, który można użyć do ponownej polimeryzacji. 
Przykładem depolimeryzacji pod wpływem czynników chemicznych, również stosowanym w recyklingu, jest depolimeryzacja nylonu 66, która wymaga mniej drastycznych warunków. Polimer ogrzewa się w rozcieńczonym kwasie siarkowym przez kilka godzin. Po ochłodzeniu wytrąca się krystaliczny kwas adypinowy. Drugi składnik polimeru – heksametylenodiamina – może również zostać wydzielona z mieszaniny poreakcyjnej. 